# فيبي ديفيز
فيبي ديفيز (بالإنجليزية: Phoebe Davies)‏ (7 فبراير 1864 - 4 ديسمبر 1912) ممثلة أمريكية لعبت دور البطولة في أكثر من 4000 .